# بازی‌های گرسنگی: تصنیف پرندگان آوازخوان و مارها
بازی‌های گرسنگی: تصنیف پرندگان آوازخوان و مارها (انگلیسی: The Hunger Games: The Ballad of Songbirds and Snakes) یک فیلم اکشن ویران‌شهری آمریکایی محصول ۲۰۲۳ به کارگردانی فرانسیس لارنس است که از فیلم‌نامهٔ مایکل لسلی و مایکل آرندت ساخته شد. این فیلم بر پایهٔ رمان چاپ ۲۰۲۰ تصنیف پرندگان آوازخوان و مارها اثر سوزان کالینز است و پیش‌درآمدی بر بازی‌های گرسنگی (۲۰۱۲) و نیز پنجمین فیلم در مجموعهٔ سینمایی بازی‌های گرسنگی به‌شمار می‌رود. گروه بازیگران را تام بلیث، ریچل زگلر، هانتر شیفر، جاش آندرس ریورا، پیتر دینکلیج، جیسون شوارتزمن و وایولا دیویس تشکیل می‌دهند. داستان آن ۶۴ سال پیش از رخدادهای فیلم نخست جریان دارد.
بازی‌های گرسنگی: تصنیف پرندگان آوازخوان و مارها در ۵ نوامبر ۲۰۲۳ در برلین، آلمان به نمایش درآمد و در ۱۷ نوامبر ۲۰۲۳ به‌وسیلهٔ لاینزگیت فیلمز در آمریکای شمالی منتشر شد. این فیلم نقدهای مختلطی از سوی منتقدان دریافت کرد.

## بازیگران
- تام بلیث در نقش کوریولانوس اسنو: مربی بزرگداشت منطقه ۱۲
- ریچل زگلر در نقش لوسی گری بیرد: بزرگداشت ناحیه ۱۲ که با اسنو ارتباط برقرار می‌کند
- جاش آندرس ریورا در نقش سجانوس پلینث: دوست صمیمی اسنو و مربی بزرگداشت ناحیهٔ ۲
- هانتر شیفر در نقش دجله اسنو: عموزاده و معتمد کوریولانوس که در همه چیز به او مشاوره می‌دهد.
- جیسون شوارتزمن در نقش لوکرتیوس «لاکی» فلیکرمن: میزبان دهمین دوره بازی‌های گرسنگی و جد سزار فلیکرمن، که به صدای پانم تبدیل شد.[۵]
- پیتر دینکلیج در نقش کاسکاهای باتم: رئیس آکادمی و یکی از خالقان بازی‌های گرسنگی
- اشلی لیائو در نقش کلمنسیا کبوترخانه: یکی از نزدیکترین دوستان کوریولانوس و مربی بزرگداشت ناحیهٔ ۱۱
- ناکس گیبسون در نقش بابین: بزرگداشت ناحیهٔ ۸
- مکنزی لنسینگ در نقش مرجان: بزرگداشت ناحیه ۴
- عامر حسین در نقش فلیکس راوینستیل: مربی بزرگداشت ناحیهٔ ۱۱
- نیک بنسون در نقش جساپ: بزرگداشت ناحیه ۱۲
- لورل مارسدن در نقش مایفر لیپ: لیپ نام برد را برای دهمین دوره بازی‌های هانگر وارد رقابت می‌کند.
- لیلی کوپر در نقش ارچن کرین: یک مربی بزرگداشت از منطقه ۱۰
- لونا استیپلز در نقش شوید: بزرگداشت ناحیهٔ ۱۱
- هیروکی برکروث در نقش تریچ: بزرگداشت ناحیهٔ ۷

## تولید

### توسعه
در آگوست ۲۰۱۷، مدیر عامل لاینزگیت، جون فلتیمر، به ساخت اسپین‌آف‌های مجموعه‌فیلم‌های بازی‌های گرسنگی ابراز علاقه کرد و قصد داشت برای پژوهش این مفهوم اتاقی را برای نویسندگان تشکیل دهد.
در ژوئن ۲۰۱۹، جو دریک، رئیس گروه لاینزگیت میشن پیکچرز اعلام کرد که این شرکت در حال همکاری با سوزان کالینز برای ساخت اقتباسی از رمان تصنیف پرندگان آوازخوان و مارها است. تا آوریل ۲۰۲۰، کالینز و لاینزگیت تأیید کردند که برنامه‌هایی برای توسعه فیلم در حال انجام است. همچنین تأیید شد که کارگردانی آن بر عهدهٔ فرانسیس لارنس خواهد بود که قبلاً سه فیلم از این مجموعه را کارگردانی کرده بود. فیلم‌نامهٔ آن را مایکل آرندت نوشته و نینا جاکوبسن و نویسنده برد سیمپسن تهیه‌کنندهٔ فیلم هستند. کالینز علاوه بر حضورش به‌عنوان تهیه‌کنندهٔ اجرایی پروژه، اصلاح فیلم‌نامه را نیز بر عهده خواهد شد. در آگوست ۲۰۲۱، جو دریک گفت که فیلم در مرحله پیش‌ازتولید «واقعاً بسیار خوب پیش می‌رود.» در می ۲۰۲۲، تام بلیث در نقش رئیس‌جمهور جوان اسنو، همراه با ریچل زگلر به‌عنوان بازیگر انتخاب شدند. در ژوئن ۲۰۲۲، جیسون شوارتزمن و در جولای، پیتر دینکلیج وارد گروه بازیگران شد.

### فیلمبرداری
مراحل فیلمبرداری در ژوئن ۲۰۲۲ در لهستان آغاز شد و در ۵ نوامبر ۲۰۲۲ در برلین، آلمان به پایان رسید.

## بازاریابی
در ۵ ژوئن ۲۰۲۲، یک تیزر تریلر یک دقیقه‌ای از فیلم منتشر شد.

## اکران
افتتاحیهٔ اروپایی بازی‌های گرسنگی: تصنیف پرندگان آوازخوان و مارها در ۵ نوامبر ۲۰۲۳ در برلین، آلمان برگزار شد. افتتاحیهٔ جهانی نیز در ۹ نوامبر ۲۰۲۳ در بی‌اف‌آی آی‌مکس لندن برگزار شد. این فیلم در ۱۷ نوامبر ۲۰۲۳ به‌وسیلهٔ لاینزگیت فیلمز در آمریکای شمالی منتشر شد.